# Balogh Béla (labdarúgó)
Balogh Béla (Budapest, 1984. december 30. –) magyar válogatott labdarúgó. 2019-től az NB III keleti csoportjában szereplő BVSC-Zugló játékosa.

## Pályafutása

### Klubcsapatban
Junior éveit előbb a BVSC-ben, később az MTK-ban töltötte. 18 évesen került a másodosztályú Bodajk FC felnőtt csapatához kölcsönben, ahol 20 mérkőzésen 1 gólt szerzett. Az első osztályban 2004-ben mutatkozott be az MTK színeiben, ahol három sikeres szezont futott be: az élvonalban 79 mérkőzésen 9 gólt szerzett.
2007-ben, miután klubjával, az MTK-val nem sikerült rendeznie az anyagi kérdéseket, Angliába utazott próbajátékra. Első állomás a másodosztályú Hull City gárdája volt, azonban az egyhetes próbajáték nem járt sikerrel, a klub egy 29 éves angol védőt igazolt helyette. A szigetországi körút újabb állomása - a klub invitálására - a Colchester United volt, amely később egyéves szerződésben vette kölcsönbe a magyar válogatott hátvédet.
A Colchester sikertelen másodosztályú szereplését követően Balogh hazatért az MTK-hoz, majd 2008. augusztus 12-én egyéves kölcsönszerződés keretében a spanyol Real Murciához igazolt. A Kecskemét színeiben 2011-ben Magyar Kupa győzelmet,2012-ben Ligakupa -döntőt ünnepelhetett.egy időben csapatkapitány is volt.2013 januárjában a Pécsi MFC-hez szerződött.
2015 nyarán az akkor másodosztályú Gyirmót FC csapatához szerződött, akiket 28 mérkőzésen négy gólt szerezve segített bajnoki címhez és feljutáshoz. A 2016-17-es élvonalbeli bajnokságban mindössze hétszer kapott lehetőséget Urbányi István edzőtől, 2017 január 18-án pedig másfél éves szerződést írt alá a Mezőkövesdi SE-hez. 2017 nyarán visszatért nevelőegyesületéhez, az MTK-hoz.

### A válogatottban
Várhidi Péter szövetségi kapitányként történő bemutatkozó, 2006. november 15-i, Kanada elleni barátságos mérkőzésen, közel 22 évesen lépett először válogatottként pályára, ahol összesen 9 alkalommal szerepelt. Hét alkalommal kezdőként játszotta végig a találkozókat, egy alkalommal cserélték le és egy alkalommal pedig csereként léphetett pályára. Gólt nem szerzett.

## Statisztika

### Mérkőzései a válogatottban
| Magyarország | Magyarország       | Magyarország                    | Magyarország | Magyarország | Magyarország | Magyarország | Magyarország | Magyarország |
| #            | Dátum              | Helyszín                        | Hazai        | Eredmény     | Vendég       | Kiírás       | Gólok        | Esemény      |
| ------------ | ------------------ | ------------------------------- | ------------ | ------------ | ------------ | ------------ | ------------ | ------------ |
| 1.           | 2006. november 15. | Székesfehérvár, Sóstói Stadion  | Magyarország | 1 – 0        | Kanada       | barátságos   | -            |              |
| 2.           | 2007. február 6.   | Limassol                        | Ciprus       | 2 – 1        | Magyarország | barátságos   | -            |              |
| 3.           | 2007. február 7.   | Limassol (CYP)                  | Lettország   | 0 – 2        | Magyarország | barátságos   | -            |              |
| 4.           | 2007. március 24.  | Podgorica                       | Montenegró   | 2 – 1        | Magyarország | barátságos   | -            | 80'          |
| 5.           | 2007. március 28.  | Budapest, Szusza Ferenc Stadion | Magyarország | 2 – 0        | Moldova      | Eb-selejtező | -            | 36'          |
| 6.           | 2007. június 2.    | Iráklio, Pankritio              | Görögország  | 2 – 0        | Magyarország | Eb-selejtező | -            |              |
| 7.           | 2007. június 6.    | Oslo, Ullevaal Stadion          | Norvégia     | 4 – 0        | Magyarország | Eb-selejtező | -            |              |
| 8.           | 2007. október 13.  | Budapest, Szusza Ferenc Stadion | Magyarország | 2 – 0        | Málta        | Eb-selejtező | -            |              |
| 9.           | 2007. november 17. | Chișinău, Zimbru Stadion        | Moldova      | 3 – 0        | Magyarország | Eb-selejtező | -            | 38'          |
|              | Összesen           |                                 |              | 9            | mérkőzés     |              | 0            | gól          |

## Sikerei, díjai
MTK Budapest FC
- Magyar bajnok: 2007-08

Kecskeméti TE
- Magyar labdarúgókupa győztes: 2010-11

Gyirmót FC
- Másodosztályú bajnok: 2015-16